# Григорян, Тамара
Тамара Сета Григорян (арм. Թամարա Սետա Գրիգորյան, англ. Tamara Krikorian; 5 июля 1944, Дорсет, Великобритания — 11 июля 2009, Великобритания) — британская видеохудожница и куратор паблик-арта. Пионер видео-арта.   
Она была влиятельной художницей 70-х годов XX века и одной из первых художниц в Великобритании, работавших с видео. Сооснователь London Video Arts.

## Биография
Тамара Григорян родилась 5 июля 1944 года в Дорсете в армянской семье. Получила образование в монастыре Святого Доминика в Харроу на северо-западе Лондона и во французском лицее в Кенсингтоне. Она также изучала музыку в частном порядке, прежде чем стать постановщиком небольшой оперной труппы.
В 1966 году Крикорян переехал в Эдинбург, а в следующем году познакомился с художником Айвор Дэвисом. Они оставались партнерами до конца её жизни.
Тамара изучала музыку и начала снимать видео в 1973 году в Шотландии, где её агитация помогла утвердить этот вид искусства посредством серии влиятельных выставок.
Возглавившая дистрибьюторское агентство London Video Arts в 1976 году, она также была влиятельным преподавателем в Мейдстоне и Ньюкасле.
Тамара Григорян была выдающейся личностью в мире изобразительного искусства Уэльса. Она была наиболее известна своей поддержкой практики художников, будучи директором сначала Welsh Sculpture Trust, а затем Cywaith Cymru.
Она сыграла важную роль в развитии карьеры некоторых из самых ярких и интересных художников Уэльса, предложив им поддержку, чтобы они пошли на риск, а также множество платформ и форумов для демонстрации их работ, выходящих далеко за рамки традиционной модели паблик-арт-агентства.
Григорян была пионером в использовании видео как средства создания искусства и упоминается в одном ряду с Йоко Оно, Дереком Джарманом и Салли Поттер среди многих других, которые создали контекст для современных художников, таких как Стив МакКуин, Дуглас Гордон и Джиллиан Уиринг.
Умерла в возрасте 65 лет от пневмонии после периода плохого здоровья.